# Martina de Zwaan
Martina de Zwaan (* 1961) ist eine deutsche Wissenschaftlerin, Hochschullehrerin, Fachautorin und Fachärztin für Psychosomatische Medizin, Psychiatrie und Psychotherapie. Sie leitet die Klinik für Psychosomatik und Psychotherapie an der Medizinischen Hochschule Hannover. Mit de Zwaan stand von 2019 bis 2022 erstmals eine Frau an der Spitze der Deutschen Adipositas-Gesellschaft.

## Leben
Martina de Zwaan wurde im Jahr 1986 zum Doktor der gesamten Heilkunde an der Universität Wien promoviert und absolvierte bis 1994 eine Weiterbildung zur Fachärztin für Psychiatrie und Neurologie. In den Jahren 1990 und 1991 nahm sie im Rahmen eines Stipendiums des Fonds zur Förderung der wissenschaftlichen Forschung eine ärztliche Weiterbildung (Eating Disorders Research Fellowship) an der University of Minnesota Medical School in Minneapolis wahr.

### Werdegang
Von 1994 bis 1995 war de Zwaan als Oberärztin an der Psychosomatischen Klinik in Bad Bramstedt tätig. Im selben Jahr erlangte sie mit dem Thema Binge-Eating-Störung die Vita docendi an der Universität Wien. Anschließend war de Zwaan als Oberärztin an der Psychiatrischen Universitätsklinik in Wien beschäftigt. Von 2003 bis 2011 hatte sie die Leitung der Psychosomatischen und Psychotherapeutischen Abteilung der Friedrich-Alexander Universität in Erlangen inne. Seit 2011 ist de Zwaan als Direktorin der Klinik für Psychosomatik und Psychotherapie der Medizinischen Hochschule Hannover tätig. Im Herbst 2023 wurde de Zwaan in das Fachkollegium für den Themenbereich der Neurowissenschaften der Deutschen Forschungsgemeinschaft (DFG) aufgenommen. Die Fachkollegien der DFG werden durch Wahl besetzt und entscheiden über die Förderung von Forschungsvorhaben.

### Positionen und Engagement
Im Gegensatz zu den meisten anderen chronischen Erkrankungen stellen die Krankenkassen für Adipositaspatienten keine Strukturen bereit. De Zwaan hat es sich daher zur Aufgabe gemacht, gesellschaftlich und politisch auf das Problem der Adipositas aufmerksam zu machen. Ihr Ziel ist, dazu beizutragen, dass sich für dieses Krankheitsbild eine flächendeckende Versorgung in Deutschland etabliert. In diesem Sinne ist de Zwaan in einflussreichen Fachgesellschaften und -gremien engagiert. Im Jahr 2006 war sie an der Gründung der Deutschen Gesellschaft für Essstörungen (DGESS) beteiligt, deren Vizepräsidentin sie wurde. Diese Gesellschaft kooperiert über Ländergrenzen hinweg mit schweizerischen und österreichischen Initiativen und widmet sich der Förderung von Prävention, Früherkennung, Diagnostik und Therapie von Essstörungen. Von 2007 bis 2012 war de Zwaan Präsidentin der DGESS. Von 2015 bis 2021 gehörte de Zwaan als Generalsekretärin dem Vorstand des Deutschen Kollegiums für Psychosomatische Medizin (DKPM) an. Derzeit gehört sie dem Beirat dieser Fachgesellschaft an. Anfang 2019 wurde de Zwaan zur Präsidentin der Deutschen Adipositas-Gesellschaft gewählt – damit stand erstmals eine Frau der Gesellschaft vor. Dieses Amt hatte sie bis 2022 inne. Für diese Fachgesellschaft war sie ab 2020 als Leitlinienkoordinatorin an der Erarbeitung der Aktualisierung der S3-Leitlinie "Prävention und Therapie der Adipositas" der Arbeitsgemeinschaft der Wissenschaftlichen Medizinischen Fachgesellschaften maßgeblich beteiligt, die im Jahr 2024 veröffentlicht wurde.

## Auszeichnungen
- DAG-Medaille der Deutschen Adipositas-Gesellschaft (2022)

## Veröffentlichungen (Auswahl)
Als Mitherausgeberin:
- Bariatric Surgery: A Guide for Mental Health Professionals, Taylor & Francis 2005
- Handbuch Essstörungen und Adipositas, Springer Verlag 2015
- Schematherapie bei Essstörungen, Beltz 2016
- Psychosoziale Aspekte der Adipositas-Chirurgie, Springer Verlag 2018

Als Mitautorin:
- Binge-Eating-Disorder: Clinical Foundations and Treatment, Guildford Publications 2007
- Pathologisches Kaufen: Kognitiv-verhaltenstherapeutisches Manual, Deutscher Ärzteverlag 2008
- Psychotherapie im Dialog (PID): Essstörungen (Zeitschrift), Thieme Verlag 2013
- Annual Review of Eating Disorders, CRC Press 2005, 2007 und 2018

Als Beitragende:
- Therapie psychischer Erkrankungen, Thieme Verlag 2006
- Psychiatrie und Psychotherapie compact: Das gesamte Facharztwissen, Thieme Verlag 2014